# Chapa diamantada

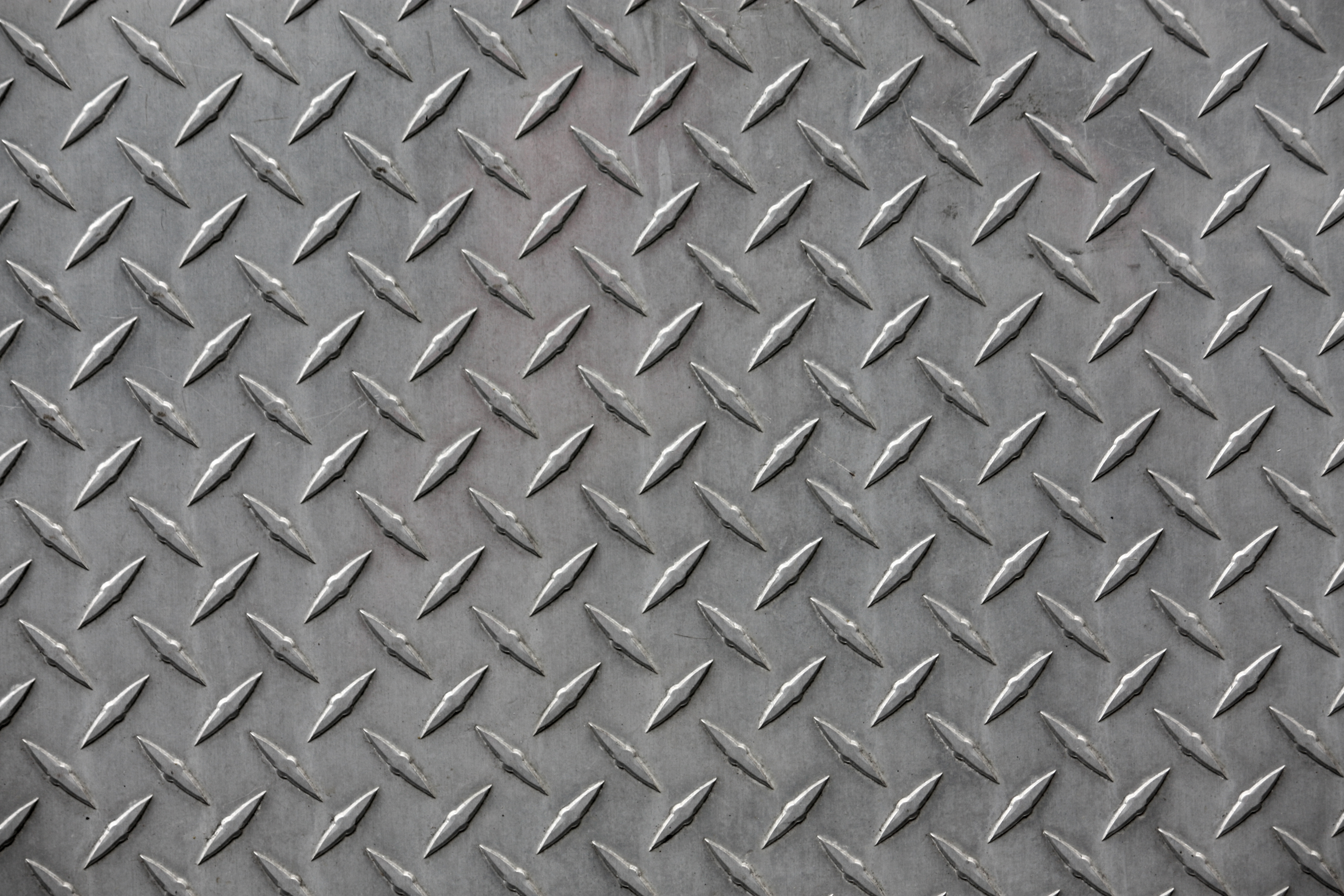
Parte de una chapa diamantada.

Chapa diamantada también conocida como chapa estriada o acero diamantado es un tipo de plancha metálica generalmente prefabricada la cual posee un patrón regular de "diamantes" o líneas en relieve que permiten un mejor agarre evitando así el riesgo de deslizamientos. Suele ser fabricada en acero o aluminio. Son ampliamente utilizadas en escaleras y pasarelas industriales, al igual que en suelos e instalaciones mineras. También son utilizadas en el interior de las ambulancias y en los laterales de los camiones de bomberos. Además puede ser utilizada de forma meramente decorativa.